# Vezins (Maine-et-Loire)
Pour les articles homonymes, voir Vezins.
Vezins est une commune française située dans le département de Maine-et-Loire, en région Pays de la Loire.

## Géographie

### Localisation
Commune angevine des Mauges, Vezins se situe près de la ville de Cholet.
La commune de Vezins ne présente pas d'accident topographique affirmé : la partie la plus élevée, environ 180 mètres, se situe au sud dans le secteur des Poteries, et la partie la plus basse, 113 mètres, au bord de l'Èvre, à la limite de Trémentines.
Le paysage de bocage est dominant. Il existe quelques bois privés dans le bourg et à l'Espéronnière. La forêt dite de Vezins s'étend sur les communes de Nuaillé, Chanteloup-les-Bois et Yzernay.
C'est à Vezins que prennent naissance les ruisseaux qui vont former l'Èvre : l'un passe entre le Breuil et la Huttière, l'autre, se situe entre le 2 rue du Moulin et le 14 rue des Frairies, l'Epiletterie, traverse les douves du château, le troisième, la Limonière, renforce les précédents en aval de Régnier.
Le sous-sol est formé de rochers granitiques qui émergent par endroits pour former des "chirons". Plusieurs carrières de granit sont aujourd'hui désaffectées. La couverture est argileuse et disposée en couches épaisses aux Poteries. Cette argile est exploitée encore actuellement pour la production de tuiles et de divers matériaux de construction.

### Climat
Pour des articles plus généraux, voir Climat des Pays de la Loire et Climat de Maine-et-Loire.
En 2010, le climat de la commune est de type climat océanique altéré, selon une étude du CNRS s'appuyant sur une série de données couvrant la période 1971-2000. En 2020, Météo-France publie une typologie des climats de la France métropolitaine dans laquelle la commune est exposée à un climat océanique et est dans une zone de transition entre les régions climatiques « Bretagne orientale et méridionale, Pays nantais, Vendée » et « Moyenne vallée de la Loire ».
Pour la période 1971-2000, la température annuelle moyenne est de 11,5 °C, avec une amplitude thermique annuelle de 14,3 °C. Le cumul annuel moyen de précipitations est de 786 mm, avec 12,5 jours de précipitations en janvier et 6,4 jours en juillet. Pour la période 1991-2020, la température moyenne annuelle observée sur la station météorologique de Météo-France la plus proche, sur la commune de Cholet à 14 km à vol d'oiseau, est de 12,3 °C et le cumul annuel moyen de précipitations est de 772,5 mm,. Pour l'avenir, les paramètres climatiques de la commune estimés pour 2050 selon différents scénarios d'émission de gaz à effet de serre sont consultables sur un site dédié publié par Météo-France en novembre 2022.

## Urbanisme

### Typologie
Au 1er janvier 2024, Vezins est catégorisée bourg rural, selon la nouvelle grille communale de densité à sept niveaux définie par l'Insee en 2022.
Elle est située hors unité urbaine. Par ailleurs la commune fait partie de l'aire d'attraction de Cholet, dont elle est une commune de la couronne,. Cette aire, qui regroupe 26 communes, est catégorisée dans les aires de 50 000 à moins de 200 000 habitants,.

### Occupation des sols
L'occupation des sols de la commune, telle qu'elle ressort de la base de données européenne d’occupation biophysique des sols Corine Land Cover (CLC), est marquée par l'importance des territoires agricoles (95,4 % en 2018), en diminution par rapport à 1990 (96,8 %). La répartition détaillée en 2018 est la suivante : 
terres arables (39,8 %), prairies (33,2 %), zones agricoles hétérogènes (22,5 %), zones urbanisées (4,6 %). L'évolution de l’occupation des sols de la commune et de ses infrastructures peut être observée sur les différentes représentations cartographiques du territoire : la carte de Cassini (XVIIIe siècle), la carte d'état-major (1820-1866) et les cartes ou photos aériennes de l'IGN pour la période actuelle (1950 à aujourd'hui).

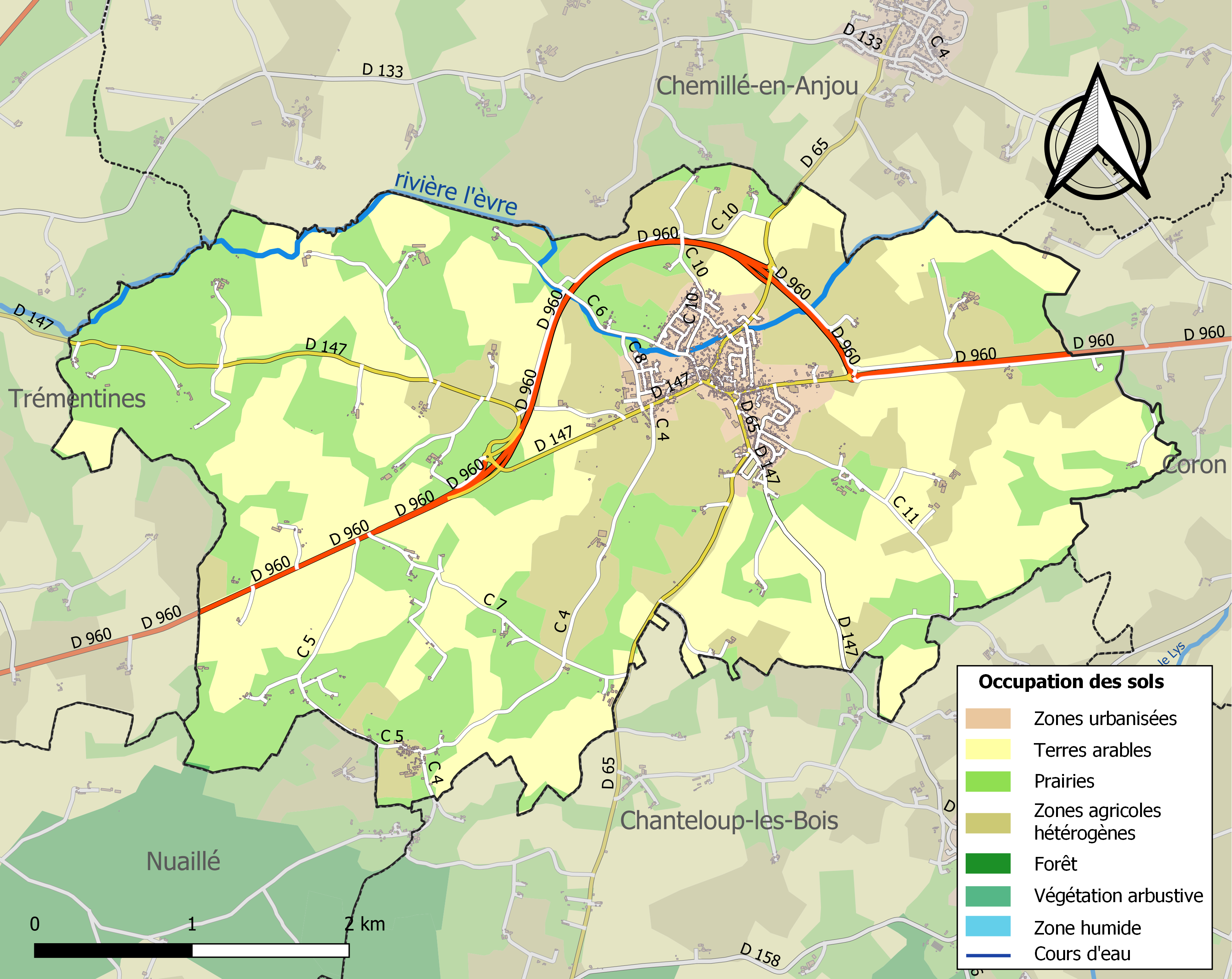
Carte des infrastructures et de l'occupation des sols de la commune en 2018 (CLC).

## Toponymie et héraldique

### Toponymie
Pratum de Vecins, Vezins en 1120 circa.
Nom des habitants (gentilé) : les Vezinais,.

### Héraldique
| Blason de Vezins | Blason  | De sinople à la fasce d’argent chargée d'une tierce ondée d’azur, accompagnée en chef dextre d’un cœur croiseté d'argent, en chef senestre d’un croissant d'hermine et en pointe d’un arbre d’argent mouvant de la pointe. |
| Blason de Vezins | Détails | Le statut officiel du blason reste à déterminer. |

## Histoire
Des traces préhistoriques observées à plusieurs endroits du territoire indiquent l'ancienneté du passage et de la présence de l'homme.
Une tradition situe à Régner le bourg primitif, au pied de la colline des Gardes. Le nom de Vezins est cité pour la première fois dans des documents du XIIe siècle, lié à la famille de La Porte et à son château.
Autour de cette forteresse, la vie du village s'est organisée au Moyen Âge. Place protestante en 1590, elle fut détruite par ordre du roi Louis XIII en 1622. Le château est reconstruit au XVIIIe siècle avec des jardins et des pièces d'eau. Pendant la Guerre de Vendée, Vezins fut le théâtre d'opérations sanglantes, et après le passage des colonnes infernales en 1794, il ne restait que des ruines calcinées y compris au château. Seules quelques maisons du bourg ont résisté.

## Politique et administration

### Administration municipale
| Période         | Période                   | Identité                                  | Étiquette | Qualité                                |
| --------------- | ------------------------- | ----------------------------------------- | --------- | -------------------------------------- |
| 1788            | 1790                      | Jean Houdet                               |           | syndic de la municipalité              |
| 1790            | 1791                      | Pierre Perrier                            |           | médecin                                |
| 1796            |                           | Brice Roulleau                            |           | ancien notaire                         |
| an VIII         | 28 février 1813 (décès)   | Philippe Alexis Fortuné Leclerc de Vezins |           | propriétaire                           |
| 10 mars 1813    | 1er mai 1817              | Charles de Grignon                        |           |                                        |
| 1er mai 1817    | 23 janvier 1826           | Philippe Michel                           |           |                                        |
| 23 janvier 1826 | octobre 1830              | Pierre Jean Bertin                        |           | maçon                                  |
| octobre 1830    | 28 août 1848              | Pierre Bouchet                            |           |                                        |
| 28 août 1848    | février 1852              | Théodore Guignard                         |           |                                        |
| 17 juillet 1852 | 1872                      | Pierre Bonnaventure fils                  |           |                                        |
| 1872            | 1876                      | Ludovic Pierre Dominique de Terves        |           |                                        |
| 1876            | 1880                      | Raymond Leclerc                           |           |                                        |
| 1880            | 1881                      | Louis François Audusseau                  |           | cultivateur                            |
| 1881            | 1896                      | Raymond Leclerc                           |           |                                        |
| 17 mai 1896     | mai 1912                  | François Marchais                         |           |                                        |
| mai 1912        | 12 mai 1925               | Augustin Jean Bertin                      |           | carrier                                |
| 12 mai 1925     | 12 mai 1935               | François Joseph Charrier                  |           | carrier                                |
| 12 mai 1935     | 28 mars 1965              | Jean Louis Marie Cesbron                  |           | cultivateur                            |
| 28 mars 1965    | 26 mars 1971              | Raymond Legué                             |           | assureur                               |
| 26 mars 1971    | 25 mars 1977              | Charles Bossard                           |           |                                        |
| 25 mars 1977    | 16 juin 1995              | Bernard François Cottenceau               |           | dirigeant d'une fabrique de chaussures |
| 16 juin 1995    | 16 mars 2001              | Jeannine Bodet                            |           | professeure d'anglais                  |
| 16 mars 2001    | 17 février 2010           | André Jean Paul Perret                    |           |                                        |
| mars 2010       | En cours (au 30 mai 2020) | Cédric Van-Vooren,                        |           |                                        |

### Intercommunalité
La commune est membre de l'agglomération du Choletais depuis la disparition de la communauté d'agglomération du Choletais.

## Jumelages
La commune de Vezins est jumelée avec :
- Vezin (Belgique) depuis janvier 1977 (village de la commune d'Andenne, c'est un jumelage footballistique qui est à la base de cette rencontre)[22].

## Population et société

### Démographie

#### Évolution démographique
L'évolution du nombre d'habitants est connue à travers les recensements de la population effectués dans la commune depuis 1793. Pour les communes de moins de 10 000 habitants, une enquête de recensement portant sur toute la population est réalisée tous les cinq ans, les populations de référence des années intermédiaires étant quant à elles estimées par interpolation ou extrapolation. Pour la commune, le premier recensement exhaustif entrant dans le cadre du nouveau dispositif a été réalisé en 2007.

En 2022, la commune comptait 1 750 habitants, en évolution de +2,7 % par rapport à 2016 (Maine-et-Loire : +2,12 %, France hors Mayotte : +2,11 %).
| 1793  | 1800  | 1806  | 1821  | 1831  | 1836  | 1841  | 1846  | 1851  |
| ----- | ----- | ----- | ----- | ----- | ----- | ----- | ----- | ----- |
| 2 200 | 1 744 | 1 340 | 1 730 | 1 776 | 1 759 | 1 821 | 1 891 | 1 932 |

| 1856  | 1861  | 1866  | 1872  | 1876  | 1881  | 1886  | 1891  | 1896  |
| ----- | ----- | ----- | ----- | ----- | ----- | ----- | ----- | ----- |
| 1 961 | 2 011 | 1 947 | 1 864 | 1 798 | 1 675 | 1 597 | 1 510 | 1 403 |

| 1901  | 1906  | 1911  | 1921  | 1926  | 1931  | 1936  | 1946  | 1954  |
| ----- | ----- | ----- | ----- | ----- | ----- | ----- | ----- | ----- |
| 1 350 | 1 301 | 1 222 | 1 043 | 1 104 | 1 122 | 1 077 | 1 030 | 1 041 |

| 1962  | 1968  | 1975  | 1982  | 1990  | 1999  | 2006  | 2007  | 2012  |
| ----- | ----- | ----- | ----- | ----- | ----- | ----- | ----- | ----- |
| 1 083 | 1 044 | 1 073 | 1 265 | 1 394 | 1 582 | 1 635 | 1 642 | 1 609 |

| 2017  | 2022  | - | - | - | - | - | - | - |
| ----- | ----- | - | - | - | - | - | - | - |
| 1 717 | 1 750 | - | - | - | - | - | - | - |

#### Pyramide des âges
La population de la commune est relativement jeune.
En 2018, le taux de personnes d'un âge inférieur à 30 ans s'élève à 36,1 %, soit en dessous de la moyenne départementale (37,2 %). À l'inverse, le taux de personnes d'âge supérieur à 60 ans est de 23,1 % la même année, alors qu'il est de 25,6 % au niveau départemental.
En 2018, la commune compte 856 hommes pour 865 femmes, soit un taux de 50,26 % de femmes, légèrement inférieur au taux départemental (51,37 %).
Les pyramides des âges de la commune et du département s'établissent comme suit.
| Hommes | Classe d’âge | Femmes |
| ------ | ------------ | ------ |
| 1,1    | 90 ou +      | 0,6    |
| 4,5    | 75-89 ans    | 6,6    |
| 16,1   | 60-74 ans    | 17,4   |
| 20,5   | 45-59 ans    | 19,4   |
| 21,8   | 30-44 ans    | 19,8   |
| 17,6   | 15-29 ans    | 14,9   |
| 18,4   | 0-14 ans     | 21,3   |

| Hommes | Classe d’âge | Femmes |
| ------ | ------------ | ------ |
| 0,9    | 90 ou +      | 2,1    |
| 7      | 75-89 ans    | 9,5    |
| 16,2   | 60-74 ans    | 16,9   |
| 19,4   | 45-59 ans    | 18,7   |
| 18,2   | 30-44 ans    | 17,5   |
| 18,8   | 15-29 ans    | 17,6   |
| 19,5   | 0-14 ans     | 17,6   |

## Économie
Sur 102 établissements présents sur la commune à fin 2010, 28 % relèvent du secteur de l'agriculture (pour une moyenne de 17 % sur le département), 9 % du secteur de l'industrie, 14 % du secteur de la construction, 34 % de celui du commerce et des services et 15 % du secteur de l'administration et de la santé. Fin 2015, sur les 116 établissements actifs, 18 % relèvent du secteur de l'agriculture (pour 11 % sur le département), 12 % du secteur de l'industrie, 13 % du secteur de la construction, 41 % de celui du commerce et des services et 16 % du secteur de l'administration et de la santé.

## Culture locale et patrimoine

### Lieux et monuments
- Couvent de Cordelières Sainte-Elisabeth, du XVIIe siècle[31].
- Maison dite palais de justice, du XVIe siècle[32].
- Église Saint-Pierre, du XIXe siècle.
- Château du IXe siècle.

### Personnalités liées à la commune
- Mathurin Bruneau (1784-1822), né à Vezins, sabotier, condamné en 1818 pour escroquerie et vagabondage après s'être fait passer pour Louis XVII[33].
- Joseph Martineau (1911-1996), né à Vezins, artiste peintre et sculpteur, admis aux Artistes Français en 1947[34].